# Revue von Kalisch

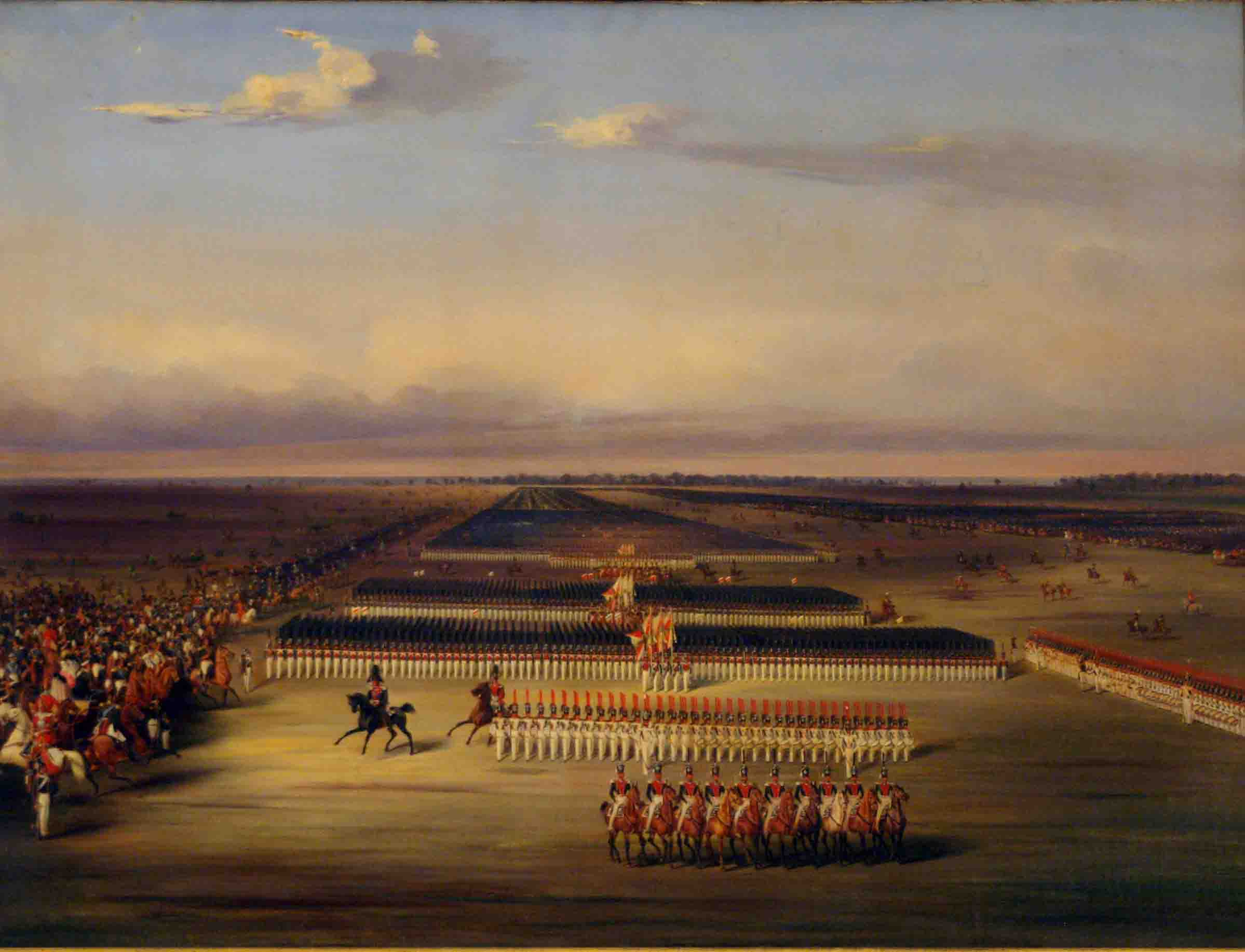
Einmarsch der preußischen Truppen in Kalisch

Großes Feuerwerk

Die Revue von Kalisch war ein Manöver, das 1835 gemeinsam von Preußen und Russland in Kongresspolen bei Kalisch abgehalten wurde.
Das Manöver stand unter dem Motto „Aus inniger Vereinigung entsteht wirkliche Kraft“. Über 60.000 Soldaten, mit mehr als 7.000 Pferden und 136 Kanonen, versammelten sich vom 12. September bis zum 22. September 1835 in Kalisch, davon über 4.500 Preußen. Das Manöver sollte gegenüber der europäischen Öffentlichkeit die engen politisch Bande zwischen Preußen und Russland auch angesichts des wenige Jahre zuvor niedergeschlagenen polnischen Novemberaufstands bekräftigen. Die Wahl des Ortes erinnerte symbolisch an das Bündnis von Kalisch, das Russland und Preußen im Februar 1813 zum Auftakt der Befreiungskriege gegen Napoleon geschlossen hatten.
Die Revue in Kalisch war kein herkömmliches Manöver, es wurden keine gegnerischen Parteien gebildet, die gegeneinander kämpften, der Sinn bestand darin, dass die höheren Befehlshaber die Bewegung von Korps und Armeen üben konnten. Daneben war es eine Leistungsschau der befreundeten Heere mit Demonstrationen des eigenen Könnens, wie zum Beispiel fast schon kunstreiterliche Vorführungen der Kosaken und Tscherkessen, dem gemeinsamen Exerzieren und Kennenlernen der jeweiligen Besonderheiten.
Oberbefehlshaber der Truppen war Zar Nikolaus I., die preußischen Truppen befehligte Prinz Wilhelm, der spätere König und Kaiser Wilhelm I. Die Planung und Vorbereitung dieser gemeinsamen Heeresschau war dem Militärbevollmächtigten Preußens am Hofes des Zaren, Oberstleutnant Friedrich von Rauch übertragen worden.
Höhepunkt der Revue war am 18. September 1835 ein großes Militärkonzert mit mehr als 2.000 Militärmusikern. Aufgeführt wurde dort erstmals ein in Vergessenheit geratener Marsch, den Friedrich Wilhelm III. als Zehnjähriger komponiert hatte. Der Marsch wurde später von den meisten Regimentern der Armee als Präsentiermarsch genutzt und auch so benannt. Auch die Bundeswehr spielt ihn noch heute.
Den Abschluss bildete ein großes Feuerwerk. Es wurden an diesem Abend 45.000 Raketen mit 12.000 Pfund Pulver verschossen. Die größten Raketen waren dreipfündige, das Feuerwerk kostete 100.000 Taler.

Allegorie zur Großen Revue